# Brockdorf!
Brockdorf! er en dansk dokumentarfilm fra 1977 instrueret af Bjørn Tving Stauning.